# Prêmio Jovem Brasileiro de Melhor Cantor Jovem
O Prêmio Jovem Brasileiro de Melhor Cantor Jovem é um dos prêmios oferecidos durante a realização do Prêmio Jovem Brasileiro, destinado ao cantor jovem que mais se destacou durante o ano.

## Vencedores
| Ano  | Vencedor     | Trabalho  |
| ---- | ------------ | --------- |
| 2012 | Naldo Benny  | ele mesmo |
| 2014 | MC Gui       | ele mesmo |
| 2015 | MC Gui       | ele mesmo |
| 2016 | Luan Santana | ele mesmo |
| 2017 | Luan Santana | ele mesmo |
| 2018 | Luan Santana | ele mesmo |
| 2019 | Luan Santana | ele mesmo |
| 2020 | Jão          | ele mesmo |